# Distanciòmetre
El distanciòmetre, també conegut com a mesurador làser, és un instrument de mesura amb raig làser que calcula la distància (el més senzill) des de l'aparell fins al punt opac a què apuntem amb el mateix. El distanciòmetre es va crear per facilitar les mesures on un flexòmetre no podia arribar. Si la distància era molt llarga i no hi havia suport, es doblava o no era prou llarg.